# 戴利鎮區 (內布拉斯加州迪克森縣)
戴利鎮區（英語：Daily Township）是位於美國內布拉斯加州迪克森縣的一個行政鎮區。

## 地方資料
戴利鎮區的面積為92.67平方千米，當中陸地面積為92.59平方千米，而水域面積為0.08平方千米。根據2020年美國人口普查的數據，當地共有人口50人，而人口密度為每平方千米0.54人。